# Mycosphaerella intermedia
Mycosphaerella intermedia är en svampart som beskrevs av M.A. Dick & K. Dobbie 2001. Mycosphaerella intermedia ingår i släktet Mycosphaerella och familjen Mycosphaerellaceae.   Inga underarter finns listade i Catalogue of Life.